# カズ祥
カズ祥（かずよし、1990年3月23日 - ）は、日本の俳優。岐阜県出身。身長177cm、体重60kg、血液型O型。

## 人物
- 劇団あおきりみかんの主演俳優の一人。2010年に第6期オーディションにより入団[1]。
- 客演・アフタートーク出演依頼など、他劇団からのオファーも多い。

- どんな役でも変幻自在にこなす柔軟な演技力と、観る者の心を動かす感情あふれる表現力が特徴。現在、劇団で最も勢いのある一番の若手注目株。
- 自身の主宰するユニット「あたまのずかん」では、脚本演出もこなし、高校生・大学生に絶大な支持を得ている。
- 豊田市文化振興財団主催「とよたこども創造劇場」では演出助手を2012年から務め、小中学生の演出等を柔軟にこなしている。
- 保育士・幼稚園教諭・小学校教諭の免許を取得している。
- 趣味はスイーツ作り、特技は裁縫と意外に家庭的な男子。
- ギターやサックス、玉乗り、クラブジャグリングなど様々なことに挑戦しを舞台上で披露している。

## 作品

### 主な舞台
劇団あおきりみかん
- 2016年・全国学校巡回公演「僕の教室」主演・八的タケオ役
- 2016年・星ヶ丘フリンジ「ナインボールストーリー」オサム役
- 2016年・劇団あおきりみかん其の参拾伍「僕の居場所」主演・ななし役
- 2014年・劇団あおきりみかん其の参拾「発明王子と発明彼女」主演・発明王子役
- 2013年・愛知県環境劇「森だって、生きている。」主演・森くん役　他

### 主な客演
- 刈馬演劇設計社「猫がいない」（2016年）（愛知県芸術文化選奨・文化新人賞受賞記念公演）
- 総合劇集団俳優館「ギリシャ喜劇・女の平和」（2015年）（新進演劇人育成記念公演）
- エス・エー企画「ある男、ある夏」（寺山修司作）（2015年）
- 東海テレビ主催・夢幻不条理劇「蜘の糸」（2015年）（BOYS AND MEN　勇翔・森山栄治・出演）
- 妄烈キネマレコード「或る阿呆の青春」（2015年）
- 妄烈キネマレコード「眠れる夜のバカ」（2013年）
- 妄烈キネマレコード「SKY ROCKETS」（2013年）
- 劇団バッカスの水族館「病的船団」（2010年）　他

### 脚本・演出
あたまのずかん「100回死ぬということ」（2015年）主演・カズ役

### TV・ラジオ出演
- NHK名古屋発！生放送ドラマ 喜劇 「娘が嫁ぐ日」（主演・平田満／息子役）（NHK）
- NHK青春アドベンチャー「崖っぷちに咲くバラ」（NHK-FM）
- 名古屋行き最終列車2014（メ～テレ）
- NHK中学生日記（NHK）　他

### その他
名古屋テレビ塔×ＮＡＫＥＤ「氷の塔の眠り姫」